# Cerco de Constantinopla (1203)
O Cerco de Constantinopla de 1203 foi um cerco cruzado à capital do Império Bizantino em apoio ao imperador deposto Isaac II Ângelo  e seu filho, Aleixo IV Ângelo.

## Cerco
Para tomar a cidade à força, os cruzados precisavam primeiro cruzar o Bósforo. Por volta de 200 navios, transportes de cavalos e galés enfrentaram o desafio de transportar o exército pelo estreito. Aleixo III Ângelo perfilou o exército bizantino em formação de batalha ao longo da margem ao norte do subúrbio de Gálata para repeli-los, mas os cavaleiros cruzados atacaram diretamente dos transportes de cavalos e o exército bizantino fugiu para o sul.
Os cruzados os seguiram e atacaram a Torre de Gálata, que guardava uma das extremidades da poderosa corrente que bloqueava o acesso ao Corno de Ouro. Durante o certo à torre, os bizantinos contra-atacaram e obtiveram algumas vitórias. Porém, quando os cruzados se reagruparam, os gregos recuaram para dentro da torre e foram seguidos portão adentro por alguns soldados inimigos, o que os forçou a render a torre. Agora o Corno de Ouro estava aberto para os cruzados e a frota de Veneza aproveitou-se da vantagem.
Em 11 de julho, os cruzados se firmaram em posições do lado oposto ao Palácio de Blaquerna no canto noroeste  da cidade. Aleixo IV Ângelo  desfilou defronte às muralhas da cidade, mas os cidadãos responderam apaticamente. Aleixo III, um usurpador ilegítimo aos olhos dos ocidentais, era um imperador aceitável na opinião da população. O cerco começou em 17 de julho, com quatro divisões atacando as muralhas em terra, enquanto a frota veneziana atacava a muralha marítima a partir do Corno de Ouro. Os invasores conseguiram tomar uma seção da muralha com aproximadamente vinte e cinco torres, ao mesmo tempo que a guarda varangiana mantinha os cruzados em xeque na muralha. Os varangianos então se movimentaram para enfrentar a nova ameaça e os venezianos recuaram sob uma cortina de fogo. O incêndio durou três dias e destruiu aproximadamente 1,8 km2 da cidade, deixando 20 000 pessoas desabrigadas.
Aleixo III finalmente tomou a ofensiva e liderou dezessete divisões a partir do Portão de São Romão, superando em muito em número os cruzados. O exército de Aleixo tinha aproximadamente 8 500 soldados para enfrentar as sete divisões cruzadas (aproximadamente 3 500 homens), mas faltou ao imperador a coragem e os bizantinos recuaram para dentro da cidade sem dar combate aos invasores.
Em 18 de julho de 1203, os cruzados lançaram um assalto à cidade e Aleixo III imediatamente fugiu para a Trácia. Na manhã seguinte, os cruzados foram surpreendidos ao saber que os cidadãos da cidade tinham soltado Isaac II Ângelo  da prisão e o proclamado imperador, a despeito do fato de ele ter sido cegado (e, portanto, ter se tornado legalmente incapaz de reinar). Os cruzados forçaram Isaac II a proclamar Aleixo IV co-imperador em 1 de agosto, efetivamente encerrando o cerco.

## Após o cerco de 1203
Após o final do primeiro cerco de Constantinopla em 1203, em 1 de agosto de 1203, o pró-cruzado Aleixo Ângelo foi coroado imperador como "Aleixo IV" do Império Bizantino, e ele então tentou estabilizar a cidade. Porém, revoltas entre os gregos anti e os latinos pró-cruzados[a] irromperam no final do mês e se prolongaram até o final de novembro, durante as quais a população começou a se voltar contra o imperador recém-coroado.
Em 24 de janeiro de 1203, a morte do co-imperador Isaac II iniciou um ciclo de revoltas em Constantinopla no qual a população depôs Aleixo IV, que então se voltou para os cruzados em busca de ajuda, mas foi aprisionado pelo camareiro-mor, Aleixo Ducas, que se declarou imperador (Aleixo V Ducas) em 5 de fevereiro. O novo imperador então tentou negociar com os cruzados para que eles se retirassem do território bizantino, mas eles se recusaram a abandonar o antigo tratado firmado com Aleixo IV. Quando Aleixo V ordenou a execução de Aleixo IV em 8 de fevereiro, os cruzados declararam guerra. Em março de 1204, as lideranças dos cruzados e dos venezianos decidiram conquistar a cidade e firmaram um acordo para dividir entre eles o Império Bizantino. Já no fim do mês, o exército conjunto iniciou o cerco de Constantinopla ao mesmo tempo em que Aleixo V começou a reforçar as defesas da cidade e a realizar sortidas para liberar a cidade.